# 요정여왕

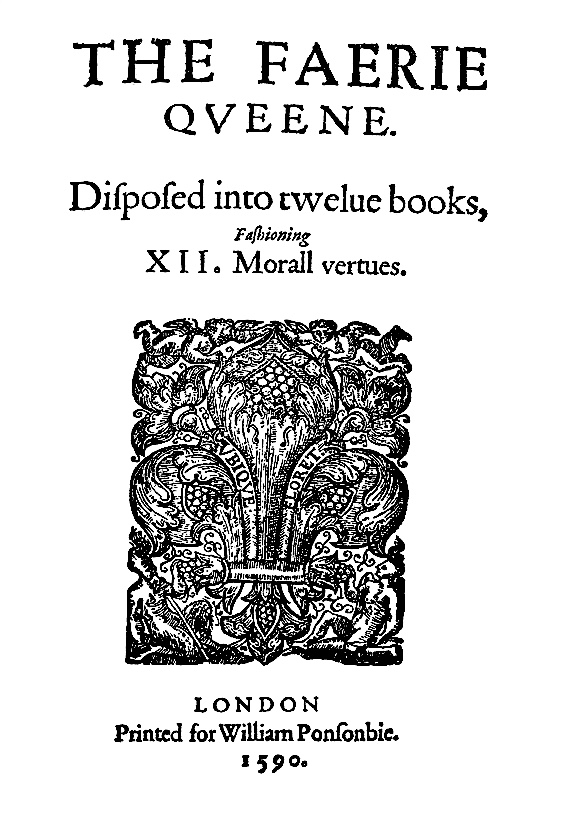
요정 여왕의 제목 페이지, 1590년경

《요정여왕》(The Faerie Queene, 1590~96)은 에드먼드 스펜서의 서사시이다. 영국 문학 최대의 알레고리이다.
월터 롤리경(卿)에게 보낸 작자의 편지 속에 작품의 구상을 썼는데, 이에 따르면 요정의 여왕 글로리아는 그 당시의 엘리자베스 1세를 모델로 한 것이며, 그 여왕의 축제에 12가지의 덕목(德目)을 대표하는 12명의 기사(騎士)가 하루 한 사람씩 모험을 행한다. 한편 아서왕은 글로리아 여왕의 환영(幻影)을 보고 이를 찾기 위한 그의 편력(遍歷) 도중에 기사를 도와 모험을 성공시킨다는 것이 그 줄거리이다. 12권으로 완결지으려 했지만 실제로는 6권밖에 완성시키지 못하고 사후 1609년에 제7권이 출판되었다.

## 참고 자료
- 이 문서에는 다음커뮤니케이션(현 카카오)에서 GFDL 또는 CC-SA 라이선스로 배포한 글로벌 세계대백과사전의 내용을 기초로 작성된 글이 포함되어 있습니다.